# رباط ماهی
رباط ماهی مربوط به اواخردوره غزنویانان است و در شهرستان مشهد، بخس رضویه، ۳ کیلومتری شمال پاسگاه اسماعیل‌آباد واقع شده است. این اثر در تاریخ ۶ بهمن ۱۳۵۴ با شمارهٔ ثبت ۱۲۲۳ به‌عنوان یکی از آثار ملی ایران به ثبت رسیده و حدود ۹۷۰ سال قدمت دارد. رباط ماهی در ۶ کیلومتری شرق مشهد قرار دارد. این بنا متعلق به دوره غزنوی – سلجوقی است،  سازنده این بنا ابوالحسن محمد بن حسن ماه  مردی نیکوکار از سران سامانیان است که ابن حوقل از او یاد کرده است.

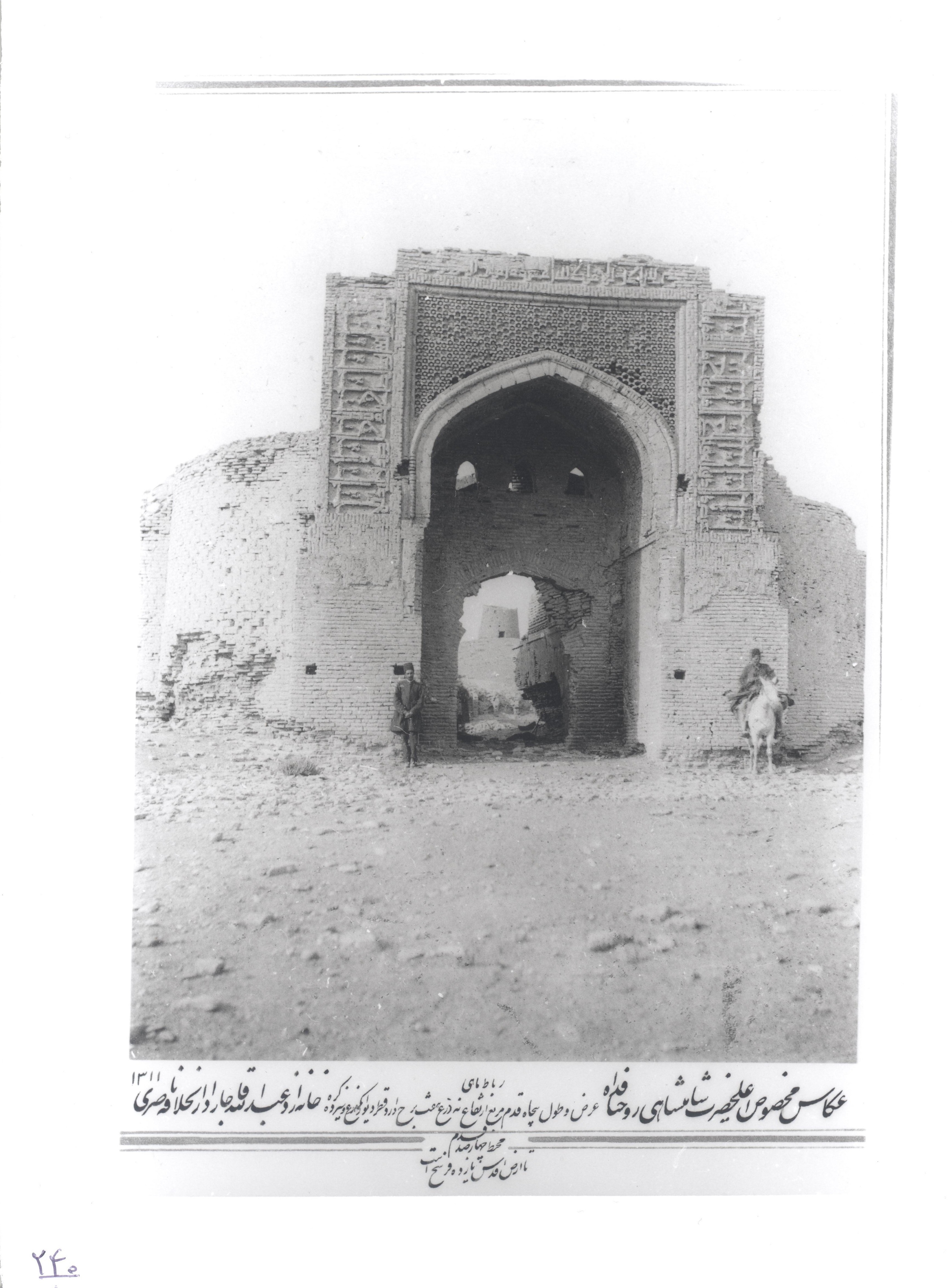
سردر رباط در ۱۳۱۱ قمری

همچنین این رباط که در نزدیکی روستای چاهه است همان رباط است که دختر فردوسی صله پدرش را صرف تعمیر رباط و پلی بر کشف رود کرد - هم‌اکنون خرابه‌های ان در کنار جاده مشهد -سرخس در مسیر توس به سرخس و در کنار کشف رود دیده می‌شود. در میان عوام معروف است که این رباط را همشیره گوهرشاد، آغابیگم که معروف به ماهی بوده‌است ساخته و به اسم او نسبت یافته‌است است.